# Pavlovci (Bresztovác)
Pavlovci (1910 és 1981 között Pavlovci Požeški) falu Horvátországban Pozsega-Szlavónia megyében. Közigazgatásilag Bresztováchoz tartozik.

## Fekvése
Pozsegától légvonalban 12, közúton 13 km-re, községközpontjától légvonalban és közúton 6 km-re északnyugatra, Szlavónia középső részén, az Orljava jobb partján, a Pakrácot Bresztováccal összekötő főút mentén fekszik.

## Története
Pavlovci már a középkorban is létezett, 1455-ben („Oryawamelleke al. nom. Pawlocz”) és  1464-ben („Paulowcz”) is említik a korabeli források. Középkori templomának romjai 1702-ben még láthatók voltak. A török uralom idején muzulmán lakossága volt, akik a felszabadítás során Boszniába távoztak. 1697 körül katolikus horvátok és pravoszláv szerbek települtek ide, de később a lakosság kicserélődött. 1698-ban „Pavlovczi” néven 10 portával szerepel a török uralom alól felszabadított szlavóniai települések összeírásában. A bresztováci uradalomhoz tartozott. Az első katonai felmérés térképén „Dorf Paulovczi” néven látható. Lipszky János 1808-ban Budán kiadott repertóriumában „Pavlovczi” néven szerepel. Nagy Lajos 1829-ben kiadott művében „Pavlovczi” néven 27 házzal, 204 katolikus vallású lakossal találjuk. 1857-ben 161, 1910-ben 196 lakosa volt. 1910-ben a népszámlálás adatai szerint lakosságának 95%-a horvát, 4%-a cseh anyanyelvű volt. Pozsega vármegye Pozsegai járásának része volt. Az első világháború után 1918-ban az új szerb-horvát-szlovén állam, majd később (1929-ben) Jugoszlávia része lett. 1991-ben lakosságának 96%-a horvát nemzetiségű volt. 2011-ben 190 lakosa volt.

## Lakossága
| Lakosság változása | Lakosság változása | Lakosság változása | Lakosság változása | Lakosság változása | Lakosság változása | Lakosság változása | Lakosság változása | Lakosság változása | Lakosság változása | Lakosság változása | Lakosság változása | Lakosság változása | Lakosság változása | Lakosság változása | Lakosság változása |
| ------------------ | ------------------ | ------------------ | ------------------ | ------------------ | ------------------ | ------------------ | ------------------ | ------------------ | ------------------ | ------------------ | ------------------ | ------------------ | ------------------ | ------------------ | ------------------ |
| 1857               | 1869               | 1880               | 1890               | 1900               | 1910               | 1921               | 1931               | 1948               | 1953               | 1961               | 1971               | 1981               | 1991               | 2001               | 2011               |
| 161                | 152                | 151                | 196                | 210                | 196                | 204                | 227                | 249                | 224                | 229                | 208                | 166                | 172                | 207                | 190                |

## Nevezetességei
Szent Péter és Pál apostolok tiszteletére szentelt római katolikus temploma.

## Oktatás
A településen a bresztováci Dragutin Lerman elemi iskola alsó tagozatos területi iskolája működik.

## Sport
NK Mladost Pavlovci labdarúgóklub